# Gryllomorpha macrocephala
Gryllomorpha macrocephala är en insektsart som beskrevs av Lucien Chopard 1943. Gryllomorpha macrocephala ingår i släktet Gryllomorpha och familjen syrsor. Inga underarter finns listade i Catalogue of Life.